# Impatiens spathulata
Impatiens spathulata är en balsaminväxtart som beskrevs av Y.X. Xiong. Impatiens spathulata ingår i släktet balsaminer, och familjen balsaminväxter. Inga underarter finns listade i Catalogue of Life.